# Алассио
Ала́ссио (итал. Alassio, лиг. Arasce) — город-курорт в Италии, в регионе Лигурия, подчинён административному центру Савона.
Население составляет 11 268 человек (на 2005 г.), плотность населения — 663 чел./км². Занимает площадь 17 км². Почтовый индекс — 17021. Телефонный код — 00182.
Покровителем города считается Амвросий Медиоланский. Праздник города ежегодно отмечается 7 декабря.
Алассио омывается Средиземным морем.

## Города-побратимы
- Ла-Тюиль, Италия (2013)